# Verbandsliga 1905-1906
L'edizione 1905-06 della Verbandsliga vide la vittoria finale del VfB Lipsia.
Capocannoniere del torneo fu Edgar Blüher (VfB Lipsia), con 7 reti.

## Partecipanti
| Squadra                     | qualificata come                                        |
| SC Schlesien Breslavia      | Campione del Südostdeutschen Fußballverbandes           |
| Berliner FC Hertha 92       | Campione del Verbandes Berliner Ballspielvereine        |
| Berliner FC Norden-Nordwest | Campione del Märkischen Fußballbundes                   |
| Berliner TuFC Union 92      | Detentore del titolo                                    |
| VfB Lipsia                  | Campione del Verbandes Mitteldeutscher Ballspielvereine |
| FC Victoria Amburgo         | Campione del Hamburg-Altonaer Fußball-Bundes            |
| Cölner FC 1899              | Campione del Rheinisch-Westfälischen Spielverbandes     |
| 1. FC Pforzheim             | Campione del Verbandes Süddeutscher Fußball-Vereine     |

## Fase finale

### Quarti di finale
| VfB Lipsia | 9 – 1 | Berliner FC Norden-Nordwest |

| FC Victoria Amburgo | 1 – 3 | Berliner TuFC Union 92 |

| SC Schlesien Breslavia | 1 – 7 | Berliner FC Hertha 92 |

| 1. FC Pforzheim | 4 – 2 dts | Cölner FC 1899 |

### Semifinali
| Berliner FC Hertha 92 | 2 – 3 | VfB Lipsia |

| Berliner TuFC Union 92 | 0 – 4 | 1. FC Pforzheim |

### Finale
| VfB Lipsia | 2 – 1 | 1. FC Pforzheim |

|            |            | Johannes Schneider |
|            |            | Arthur Werner      |
|            |            | Erhard Schmidt     |
|            |            | Heinrich Riso      |
|            |            | Georg Steinbeck    |
|            |            | Paul Oppermann     |
|            |            | Karl Uhle          |
|            |            | Camillo Ugi        |
|            |            | Martin Laessig     |
|            |            | Adalbert Friedrich |
|            |            | Edgar Blüher       |
| Allenatore | Allenatore | ?                  |

|            |            | Emil Faas          |
|            |            | Hermann Steudle    |
|            |            | Wilhelm Hiller     |
|            |            | Karl Jäger         |
|            |            | Hermann Hofer      |
|            |            | Arthur Hiller      |
|            |            | Gustav Stöhr       |
|            |            | Hermann Schweikert |
|            |            | Emil Rühl          |
|            |            | Gustav Maier       |
|            |            | Julius Fink        |
| Allenatore | Allenatore | ?                  |

|  | 15' | Blüher | 1-0 |
|  | 85' | Riso   | 2-1 |

|  | 26' | Stöhr | 1-1 |

| Arbitro: | Otto Eikhof di Amburgo |

|            |            | Johannes Schneider |
|            |            | Arthur Werner      |
|            |            | Erhard Schmidt     |
|            |            | Heinrich Riso      |
|            |            | Georg Steinbeck    |
|            |            | Paul Oppermann     |
|            |            | Karl Uhle          |
|            |            | Camillo Ugi        |
|            |            | Martin Laessig     |
|            |            | Adalbert Friedrich |
|            |            | Edgar Blüher       |
| Allenatore | Allenatore | ?                  |

|            |            | Emil Faas          |
|            |            | Hermann Steudle    |
|            |            | Wilhelm Hiller     |
|            |            | Karl Jäger         |
|            |            | Hermann Hofer      |
|            |            | Arthur Hiller      |
|            |            | Gustav Stöhr       |
|            |            | Hermann Schweikert |
|            |            | Emil Rühl          |
|            |            | Gustav Maier       |
|            |            | Julius Fink        |
| Allenatore | Allenatore | ?                  |

|  | 15' | Blüher | 1-0 |
|  | 85' | Riso   | 2-1 |

|  | 26' | Stöhr | 1-1 |

| Arbitro: | Otto Eikhof di Amburgo |

| Vincitore del Campionato Tedesco 1905-1906 |
| VfB Leipzig                                |
| 2º títolo                                  |

## Verdetti
- VfB Lipsia campione dell'Impero Tedesco 1905-06.